# Peace Mission 2005
Peace Mission 2005 ("Fredsuppdrag 2005") var en gemensam militärövning för Kina och Ryssland. Den hölls under åtta dagar i augusti månad, främst i Shandong-provinsen i östra Kina.
Sammanlagt deltog cirka 10 000 kinesiska och ryska trupper. Ryska trupper deltog med fallskärmsjägare, marinsoldater, flygvapen och flotta. Kinesiska trupper omfattade samma sak, men deltog också med armé.
Kina och Ryssland menar att "Peace Mission 2005" hade som mål att knyta de båda ländernas militärer närmare varandra, men också att man ville flytta fram sina positioner i termer av ekonomi, säkerhet och politik. Övningarna var också tänkta att stärka förmågan att gemensamt bekämpa internationell terrorism, extremism och separatism.
Övningen genomfördes i ett antal olika faser:
Första fasen utspelade sig i den ryska staden Vladivostok och var en initieringsfas.
Andra fasen fokuserade på transportering, truppförflyttningar och annan logistik, alltså mycket av det som i militära sammanhang benämns ILS – Integrerad Logistik-Support.
Tredje fasen påbörjades den 23 augusti och utspelade sig främst på havet – en så kallad "offshore blockade exercise". Där användes bland annat fartyg-till-fartygsmissiler, med tillhörande motmedel med mera.